# Djurgården Hockey 1988/1989
Djurgården spelade i Elitserien, där man vann serien. I slutspelet vann man mot AIK i kvartsfinalen, Brynäs i semifinalen och Leksand i finalen. Djurgården tog sitt 12 guld.

## Resultat
- Elitserien
- 2/10	Leksands IF (h)	2 - 6 (0 - 0, 0 - 2, 2 - 4)
- 6/10	MODO Hockey (b)	0 - 3 (0 - 2, 0 - 0, 0 - 1)
- 9/10	AIK (h)	1 - 2 (0 - 1, 0 - 1, 1 - 0)
- 13/10	Västerås IK (b)	4 - 0 (0 - 0, 3 - 0, 1 - 0)
- 16/10	HV71 (h)	3 - 2 (1 - 1, 1 - 1, 1 - 0)
- 18/10	Färjestads BK (b)	4 - 3 (2 - 2, 1 - 0, 1 - 1)
- 20/10	IF Björklöven (h)	4 - 1 (1 - 0, 1 - 1, 2 - 0)
- 23/10	Södertälje SK (b)	0 - 1 (0 - 0, 0 - 0, 0 - 0, 0 - 1)
- 27/10	Brynäs IF (b)	3 - 2 (1 - 1, 2 - 1, 0 - 0)
- 30/10	Luleå HF (h)	2 - 2 (1 - 2, 1 - 0, 0 - 0, 0 - 0)
- 3/11	Skellefteå AIK (b)	3 - 1 (1 - 0, 0 - 1, 2 - 0)
- 6/11	Skellefteå AIK (h)	4 - 3 (1 - 0, 3 - 0, 0 - 3)
- 10/11	Luleå HF (b)	5 - 7 (1 - 2, 1 - 4, 3 - 1)
- 17/11	Brynäs IF (h)	2 - 4 (0 - 2, 2 - 1, 0 - 1)
- 20/11	Södertälje SK (h)	8 - 2 (4 - 1, 3 - 0, 1 - 1)
- 22/11	IF Björklöven (b)	4 - 4 (1 - 3, 1 - 1, 2 - 0, 0 - 0)
- 24/11	Färjestads BK (h)	8 - 5 (1 - 1, 4 - 2, 3 - 2)
- 27/11	HV71 (b)	4 - 2 (0 - 1, 3 - 0, 1 - 1)
- 1/12	Västerås IK (h)	7 - 4 (3 - 1, 0 - 1, 4 - 2)
- 4/12	AIK (b)	0 - 4 (0 - 2, 0 - 1, 0 - 1)
- 8/12	MODO Hockey (h)	6 - 2 (2 - 1, 4 - 1, 0 - 0)
- 11/12	Leksands IF (b)	1 - 5 (0 - 1, 1 - 3, 0 - 1)
- 27/12	HV71 (h)	8 - 1 (1 - 0, 5 - 0, 2 - 1)
- 29/12	Leksands IF (b)	1 - 5 (0 - 1, 0 - 1, 1 - 3)
- 3/1	Skellefteå AIK (h)	5 - 4 (0 - 2, 1 - 1, 3 - 1, 1 - 0)
- 6/1	Färjestads BK (b)	12 - 6 (2 - 2, 5 - 2, 5 - 2)
- 9/1	AIK (h)	4 - 3 (1 - 0, 2 - 1, 1 - 2)
- 12/1	Luleå HF (b)	4 - 4 (3 - 2, 0 - 1, 1 - 1, 0 - 0)
- 15/1	MODO Hockey (h)	8 - 5 (1 - 3, 3 - 1, 4 - 1)
- 19/1	Brynäs IF (b)	5 - 3 (0 - 3, 2 - 0, 3 - 0)
- 22/1	Södertälje SK (h)	3 - 3 (0 - 1, 1 - 2, 2 - 0, 0 - 0)
- 24/1	Södertälje SK (b)	4 - 0 (1 - 0, 1 - 0, 2 - 0)
- 26/1	Brynäs IF (h)	4 - 4 (2 - 2, 1 - 1, 1 - 1, 0 - 0)
- 29/1	MODO Hockey (b)	6 - 2 (2 - 0, 1 - 1, 3 - 1)
- 2/2	HV71 (b)	3 - 2 (2 - 1, 0 - 1, 1 - 0)
- 9/2	Leksands IF (h)	5 - 7 (0 - 2, 3 - 2, 2 - 3)
- 12/2	Skellefteå AIK (b)	5 - 4 (2 - 1, 1 - 1, 2 - 2)
- 14/2	Färjestads BK (h)	1 - 3 (1 - 1, 0 - 0, 0 - 2)
- 21/2	AIK (b)	3 - 2 (1 - 1, 0 - 0, 2 - 1)
- 23/2	Luleå HF (h)	6 - 1 (2 - 0, 2 - 1, 2 - 0)

Kvartsfinal
- 26/2	AIK (h)	7 - 2 (2 - 0, 1 - 0, 4 - 2)
- 28/2	AIK (b)	4 - 2 (1 - 0, 2 - 1, 1 - 1)

Semifinal
- 5/3	Brynäs IF (h)	4 - 0 (1 - 0, 1 - 0, 2 - 0)
- 7/3	Brynäs IF (b)	5 - 4 (2 - 0, 1 - 1, 1 - 3, 1 - 0)

Final
- 12/3	Leksands IF (h)	4 - 5 (1 - 3, 1 - 1, 2 - 1)
- 14/3	Leksands IF (b)	4 - 1 (0 - 0, 0 - 1, 4 - 0)
- 16/3	Leksands IF (h)	5 - 3 (1 - 1, 2 - 1, 2 - 1)
- 19/3	Leksands IF (b)	6 - 1 (1 - 0, 2 - 1, 3 - 0)